# Vertical Horizon
Vertical Horizon es una banda estadounidense de rock de Washington D. C. formada en 1990. Su disco más remarcable es Everything You Want, el cual contiene su único número uno en EE. UU. hasta la fecha, "Everything You Want".

## Historia
Vertical Horizon se formó en 1990 en la Universidad de Georgetown. En un principio se trataba únicamente de un dúo formado por Matt Scannell and Keith Kane. Tras la graduación en 1992, se trasladaron a Boston. Allí grabaron su primer disco There and Back Again, en el cual, entre Matt y Keith, tocaron todos y cada unos de los instrumentos que aparecen en el disco, aunque el instrumento dominante de su primer disco era la guitarra acústica. Tanto la composición musical como las letras de las canciones, fueron escritas por ambos.
Varios artistas se les unieron a lo largo de sus primeros años para tocar en conciertos, pero no sería hasta su primer directo, Live Stages, donde pasarían a formar un grupo junto a Ed Toth y Ryan Fisher. Ryan al poco tiempo abandonó la banda, siendo sustituido por Sean Hurley.
Su reconocimiento y éxito no llegaría hasta su cuarto álbum Everything You Want y primero con Sony BMG. El primer sencillo "We Are" tuvo escasa repercusión en las radios estadounidenses, cosa que cambio con su segundo sencillo "Everything You Want", canción que se convirtió un éxito rotundo, fundamentalmente en Estados Unidos. A este sencillo le siguieron otros con un impacto también destacable: "You're a God" y "Best I Ever Had (Grey Sky Morning)".
En 2003 publicaron su quinto álbum, Go, con un éxito más reducido. Tras esto, la banda fue baja de la discográfica Sony BMG. La banda firmó con Hybrid Recordings en 2005, y estos reeditaron su quinto álbum añadiendo el sencillo "Better When You're Not There". Poco después, el baterista Ed Toth abandonó el grupo.

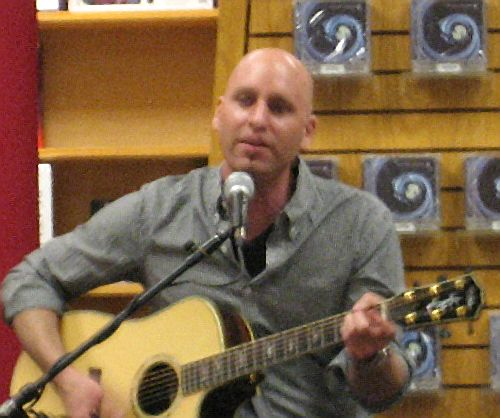
Matt Scannell Promocionando el nuevo disco en el 2009 Burning the Days.

El 22 de septiembre de 2009 publicaron su sexto álbum, Burning The Days, con el sello discografía de RCA, el cual primeramente salió con 11 temas, tiempo más tarde lo reeditaron para hacer un total de 12 canciones. Durante este año hicieron una serie de presentaciones en Estados Unidos.
En el año 2010 Keith Kane anunció a través de su página web su salida del grupo para dedicarse a su carrera como solista y a su nuevo disco de estudio, este mismo año Keith saco un disco recopilatorio con canciones que grabó durante su estancia en la banda, titulado "EP" con seis temas acústicos. los motivos de las separación del grupo no se sabe pero en su página web solo escribió lo siguiente: "Me gustaría dar las gracias a todos mis fanes por su apoyo y sus palabras amables desde los tiempos de la Universidad de Georgetown hasta el presente. Por otra parte, le deseo lo mejor para Matt y el resto de Vertical Horizon a medida que continúan con la banda que hemos construido juntos."
A finales de junio de 2010, fue lanzado a la radio el sencillo "The Lucky One".
En abril del 2011 lanzan el disco, Burning The Days - Acoustic Tracks, extrayendo los cinco mejores temas del disco  Burning The Days, los temas cuentan con una gran mezcla acústica , las canciones de este álbum son: "Carrying On", "Here", "Save Me From Myself", "The Lucky One" y "The Middle Ground".

### Futuro álbum
Vertical Horizon anunció en junio de 2011 que habían comenzado a grabar nuevo material para un álbum aún sin título nuevo.
En septiembre del 2011 lanzan la campaña " Vertical Horizon and Pledge Music", en la cual el grupo pide apoyo de sus fanes y pone a disposición contenido extra así como demos he imágenes de estudio, el cual será vendido para poder elaborar su nuevo disco, el cual será lanzado a principios del 2012,a finales del mes de noviembre del 2011 presentaran un concierto para fanes y seguidores de la banda en la cual la disquera Pledge Music donara la mitad de lo recaudado a la cruz roja americana.

## Discografía
- Running On Ice (1995)
- Everything You Want  (1999)
- Go (2003)
- Burning the Days (2009)
- There and Back Again (2010)
- Echoes from the Underground (2013)
- The Lost Mile (2018)

## Sencillos
| Año  | Título                               | Posición   | Posición       | Posición              | Posición        | Álbum               |
| Año  | Título                               | US Hot 100 | US Modern Rock | US Adult Contemporary | US Adult Top 40 | Álbum               |
| 1999 | "We Are"                             | -          | 21             | -                     | -               | Everything You Want |
| 1999 | "Everything You Want"                | 1          | 5              | -                     | 1               | Everything You Want |
| 2000 | "You're a God"                       | 23         | 15             | -                     | 4               | Everything You Want |
| 2001 | "Best I Ever Had (Grey Sky Morning)" | 58         | -              | -                     | 7               | Everything You Want |
| 2003 | "I'm Still Here"                     | -          | -              | -                     | 17              | Go                  |
| 2005 | "Forever"                            | -          | -              | 17                    | 18              | Go                  |
| 2006 | "When You Cry"                       | -          | -              | -                     | 35              | Go                  |